# Karl Langer von Edenberg

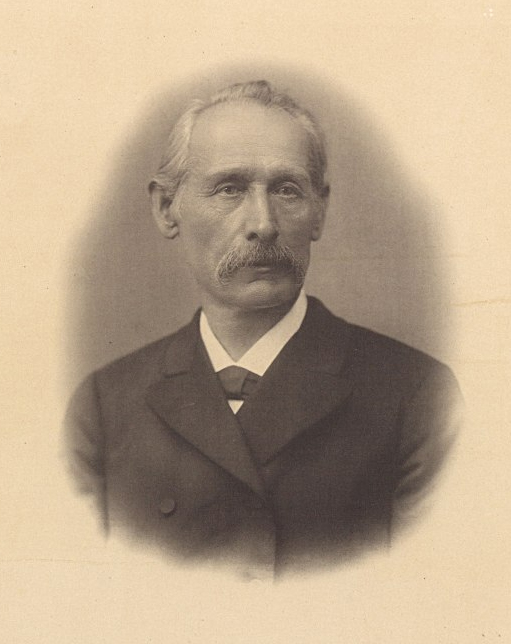
Karl Langer

Karl Langer von Edenberg (1884 nobilitiert mit „Ritter von Edenberg“; * 15. April 1819 in Wien; † 7. Dezember 1887 ebenda) war ein österreichischer Mediziner.

## Leben
Langer studierte Medizin in Prag und Wien und wurde 1842 promoviert. Ab 1845 arbeitete er am Anatomischen Institut in Wien. 1849 wurde er habilitiert und 1851 zum ordentlichen Professor der Zoologie an der Universität in Pest ernannt. Fünf Jahre später wechselte er an die medizinisch-chirurgische Josefs-Akademie in Wien als Professor für Anatomie. 1869 kam er an die Universität Wien, bevor er 1880 zum  Referent für medizinische Fakultäten im Unterrichtsministerium ernannt wurde.
Langer war Mitglied der kaiserlichen Akademie der Wissenschaften und gehörte der Anthropologischen Gesellschaft in Wien an. Am 29. Oktober 1887 wurde Karl Langer von Edenberg unter der Matrikel-Nr. 2671 als Mitglied in die Kaiserliche Leopoldino-Carolinische Deutsche Akademie der Naturforscher aufgenommen.
Langers Anatomie-Lehrbuch erlebte auch nach seinem Tod noch zahlreiche weitere Auflagen.

## Schriften (Auswahl)
- Lehrbuch der Anatomie des Menschen. Braumüller, Wien 1865.
- Anatomie der äusseren Formen des menschlichen Körpers. Toeplitz & Deuticke, Wien 1884.

## Auszeichnungen und Ehrungen

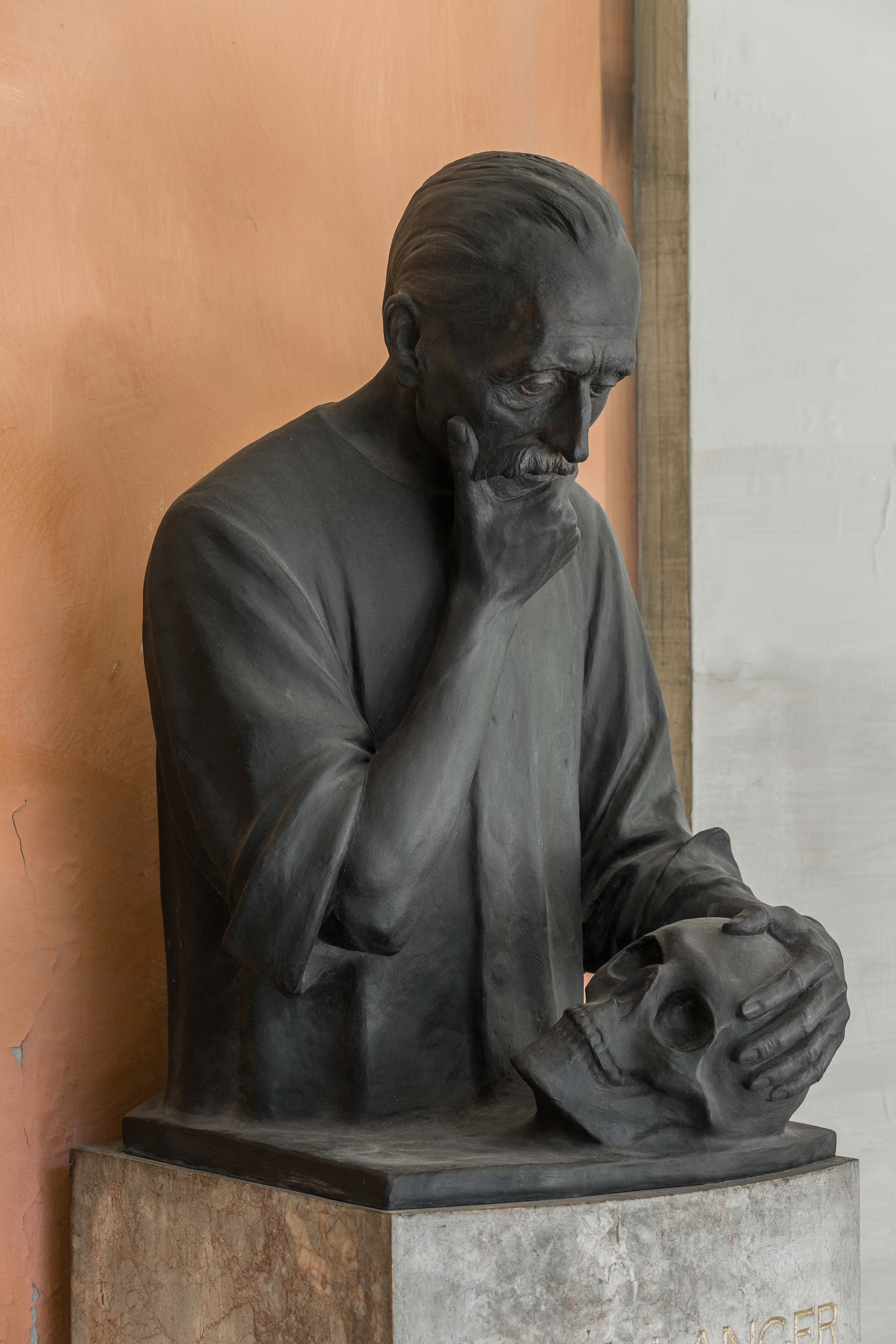
Statue von Karl Langer-Edenberg im Arkadenhof, Alfonso Canciani (1863–1955)

1872 wurde Karl Langer zum Hofrat ernannt, 1884 für seine Verdienste von Kaiser Franz Joseph I. mit dem Prädikat „von Edenberg“ in den österreichischen Ritterstand erhoben.
Die Medizinische Fakultät der Universität Wien stiftete 1892/93	eine Ehrentafel, 1903 wurde im Arkadenhof ein Denkmal für Langer-Edenberg errichtet.